# Płoskirowski Okręg Etapowy
Płoskirowski Okręg Etapowy – okręg etapowy Wojska Polskiego w okresie II Rzeczypospolitej.

## Formowanie i działania
Wiosną 1920 dowództwo polskie zreorganizowało etapy południowego odcinka frontu polsko-sowieckiego. W związku z planowanym na 1 maja kolejnym przesunięciem obszaru wojennego dalej na wschód DOE „Tarnopol”, pozostając w Tarnopolu, zmienił tego dnia nazwę na DOE „Płoskirów”. Rozkaz likwidował równocześnie dowództwo rejonu etapowego „Wołyń” i ustanawiał na wschód od Zbrucza dwa dowództwa powiatów: DPE „Kamieniec Podolski” pod dowództwem ppłk. Włodzimierza Krasnodębskiego oraz DPE „Płoskirów” ppłk. Kazimierza Nehrebeckiego.

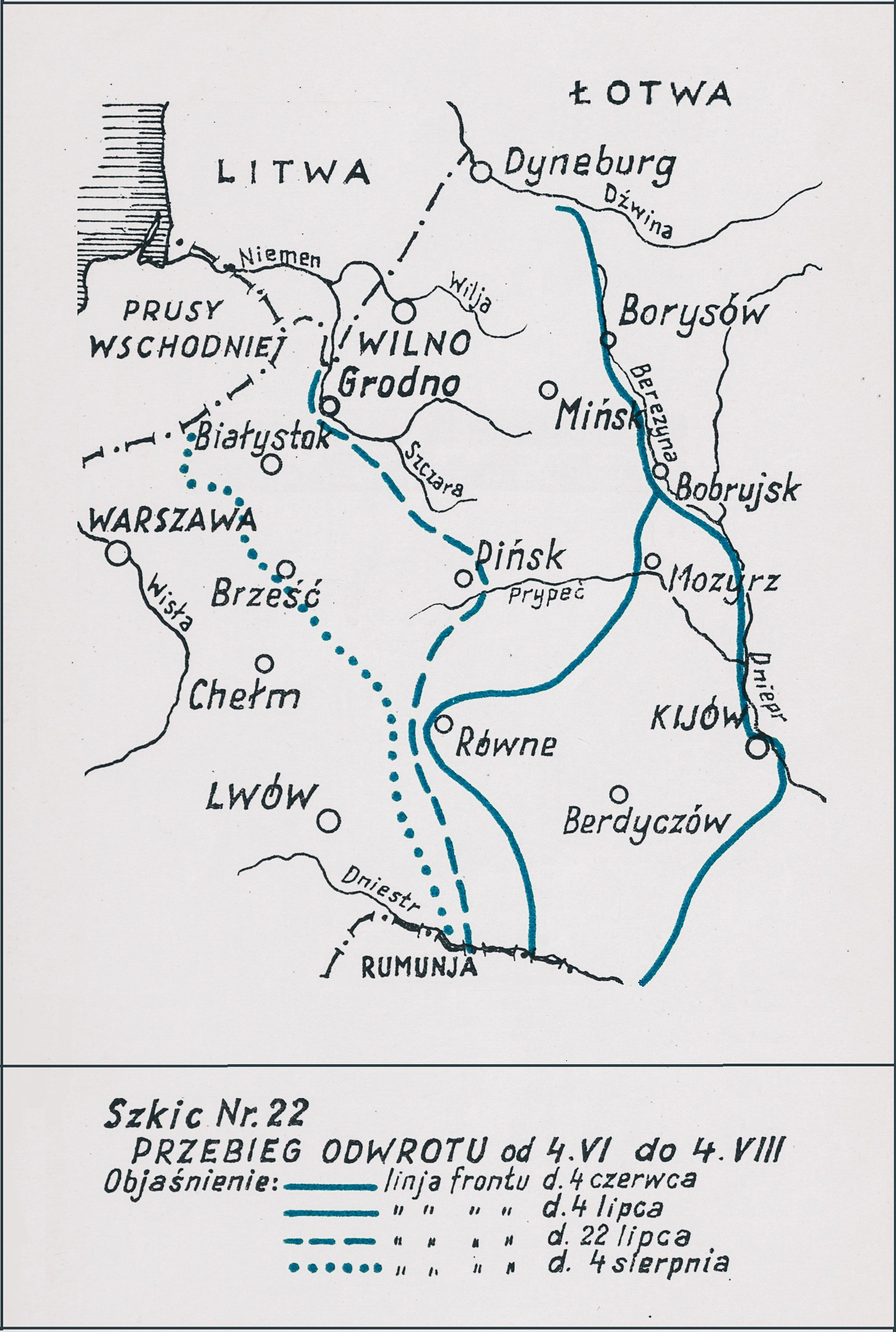
Adam Przybylski,
Wojna Polska 1918–1921

W czerwcu 1920 Armia Konna Budionnego przełamała front polski na Ukrainie. Rosnące na froncie straty zmusiły dowództwo polskie do zasilania walczących dywizji formacjami etapowymi. Na skutek tego znacząco zmniejszyły się siły pozostające w dyspozycji DOE Płoskirów. 11 czerwca przydzielono  12., 13. i 18 Dywizji Piechoty po dwie kompanie wartownicze lub etapowe. W kolejnych dniach 13 Dywizja Piechoty  otrzymała bataliony 2/VI lubelski bw i I Krakowski be.
W związku z utrzymującym się niepewnym położeniem na froncie 30 czerwca DOE Płoskirów wysłało do podległych formacji Zarządzenie na wypadek ewentualnego odwrotu za rzekę Zbrucz. Dokument ten regulował kierunki odwrotu DPE i stacji etapowych wraz z przydzielonymi załogami, wskazywał zadania, jakie podczas odwrotu muszą wykonywać oddziały.
Odwrót rozpoczynały dowództwa powiatów etapowych i stacje etapowe położone najbliżej linii walk. DPE Płoskirów cofało się do Skałatu z postojami w Wojtowcach i Wołoczyskach, dowództwo miasta i placu Płoskirów zaś do Tarnopola. DPE Nowa Uszyca odchodziło przez Dunajowce do Kopczyniec, a DPE Kamieniec Podolski - do Borszczowa. Każdej stacji etapowej wyznaczono na zachód od Zbrucza nowe miejsce postoju. Bataliony etapowe II lwowski, III kielecki, III łódzki skierowano do rejonu Skałatu, VI lwowski - do Borszczowa. III Lubelski be w razie niemożności połączenia się z 13 DP miał odejść do Kopyczyniec. Z batalionów wartowniczych 2/VI lubelski otrzymał rozkaz odmaszerowania do Zbaraża, 1/V krakowski - do Podwołoczysk.
W trakcie odwrotu wojsk polskich nad Zbrucz, wykorzystując lukę jaką wybiła w polskiej obronie sowiecka 60 Dywizja Strzelców, dowódca 14 Armii wprowadził do działania 8 Dywizję Kawalerii Czerwonych Kozaków. Ta rozpoczęła zagon na tyły polskiej 6 Armii, nocą z 5 na 6 lipca w rejonie Żmerynka-Deraźnia przerwała polską obronę i o świcie zaatakowała Płoskirów. W tym czasie w Płoskirowie kwaterował sztab polskiej 6 Armii gen. Jana Romera. Pod ogniem karabinów maszynowych nieprzyjaciela oddział osłaniający sztab  wpadł w panikę, którą oficerowie z trudem zdołali opanować. Dowódca armii zorganizował obronę siłami polskich oddziałów tyłowych i ukraińskich 2 i 4 Brygady Zapasowej Armii URL.
Skuteczny opór na peryferiach miasta i na dworcu stawiły kieleckie i lwowskie bataliony etapowe wsparte przez żołnierzy ukraińskich i część kompanii sztabowej. Walki trwały do wczesnych godzin popołudniowych, a o ich wyniku zadecydowało przybycie z odsieczą kolumny samochodowej z dwiema kompaniami 12 Dywizji Piechoty.
Obrona Płoskirowa dowiodła, że w oparciu o zabudowę formacje etapowe potrafią skutecznie walczyć nawet z doświadczonymi oddziałami frontowymi. Mimo sukcesu obrońców Płoskirowa obszar tyłowy 6 Armii był poważnie zagrożony.

## Organizacja
- Dowództwo Okręgu Etapowego Płoskirów
- Sąd Polowy DOE Płoskirów

## Obsada personalna
- płk piech. Bolesław Frej – dowódca Okręgu Etapowego Płoskirów (1920[12])
- ppłk KS Ludwik Krzepowski – szef Sądu Polowego DOE Płoskirów (1920[13])